# Jan Wils (architect)
Jan Wils (Alkmaar, 22 februari 1891 – Den Haag, 11 februari 1972) was een Nederlands architect, bekend vanwege zijn kortstondige lidmaatschap van De Stijl en als ontwerper van het Olympisch Stadion in Amsterdam. Voor dit ontwerp won hij bij het onderdeel kunstwedstrijden de gouden medaille op de Olympische Spelen in Amsterdam. Hij was een groot bewonderaar van de Amerikaanse architect Frank Lloyd Wright en het moderne Amerikaanse leven, wat resulteerde in een aantal appartementencomplexen, waaronder woningbouwcomplex Daal en Berg, die aangeduid worden met de term Nieuwe Haagse School. Ook was hij actief in het verenigingsleven en schreef hij voor verschillende kranten en architectuurtijdschriften.

## Levensloop
Hij was de oudste zoon van aannemer Evert Wils en zijn vrouw Jannetje Blankman. Van 1903 tot 1907 volgde hij de nijverheidscursus aan de Burgeravondschool in Alkmaar. Een van zijn eerste architectonische studies is een Jugendstilgevel van de apotheek van L. Kruier in Alkmaar uit 1908.
In 1910 behaalde hij zijn HBS-diploma eveneens in Alkmaar. Hierna maakte hij verschillende studiereizen, voornamelijk naar Duitsland; tussen 1910 en 1913 was hij verantwoordelijk voor kleine opdrachten in het bedrijf van zijn vader. In 1912 meldde hij zich aan als volontair bij Gemeentewerken Alkmaar en studeerde hij bouwkunde in Delft.

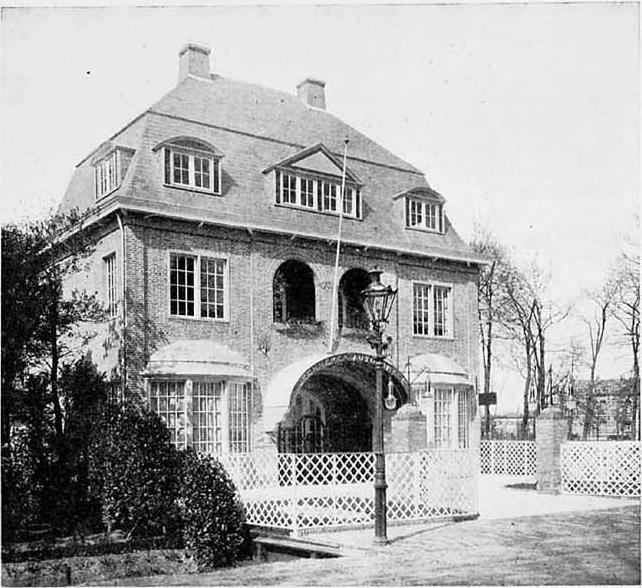
Kennemergarage, Alkmaar. 1912.

In juni 1912 werd hij tweede in een prijsvraag voor een "landelijke woning", die de Nederlandse Vereniging van Baksteenfabriekanten uitschreef ter gelegenheid van de 'Tentoonstelling van Baksteen' (zie Prijsvraagontwerpen). In 1912 ook kwam zijn eerste belangrijke werk tot stand, de Kennemergarage in Alkmaar. Daarnaast ontwierp hij in deze periode ook arbeiderswoningen en zomerhuisjes in Alkmaar en Bergen. In 1913 verhuisde hij naar Den Haag, waar hij als tekenaar werkte voor het architectenbureau van Johan Mutters. In zijn vrije tijd nam hij deel aan de prijsvraag voor een waterkantoor van architectenvereniging Architectura et Amicitia. Het leverde hem slechts een tweede prijs op, maar zijn werk kwam zo wel onder ogen van de juryleden Berlage, Kromhout en Van der Pek.
In 1914 trouwde Wils met apothekersassistente Gepke van der Veen uit Winschoten en vestigde zich aan de Van Buurenstraat in Den Haag. Hierna ging hij voor Berlage werken en raakte in de ban van zijn geloof in een betere (socialistische) samenleving. Wils ging echter verder dan Berlage en verklaarde zich later aanhanger van het (geestelijk) communisme. Ook kwam hij via Berlage in contact met het werk van Frank Lloyd Wright. Wils werd een overtuigd aanhanger en propagandist van deze Amerikaanse architect, niet alleen vanwege de ‘ruimtelijke kwaliteit’ van zijn werk, maar ook vanwege zijn afkeer van individualiteit en het feit dat hij de mens centraal stelde en niet de architect.
Van 1915 tot 1917 diende Wils diverse prijsvraagontwerpen in, waarvan de meeste in de stijl van de Amsterdamse School. Pas het laatste ontwerp in deze reeks, een paviljoen in het Stadspark in Groningen uit 1917, is geheel in de stijl van Frank Lloyd Wright. Van alle 81 inzendingen was dit ontwerp ongetwijfeld het meest vooruitstrevend. Het oordeel van de jury luidde echter: 'Zoowel uit een constructief als uit een esthetisch oogpunt is er wel iets bedenkelijks in de schijnbaar zwevende galerij. Het plan is in opvatting wel belangwekkend, maar zou voor een berglandschap beter voegen, dan voor het vlakke Groninger park'. In 1916 werd Wils secretaris van Architectura et Amicitia, waar hij op 24 januari van dat jaar een succesvolle lezing hield over vereenvoudigde en geometrische architectuur. Deze ideeën verwezenlijkte hij in een boerderij in Winschoten (1916-1917) en in de N.H. kerk in Kinderdijk (1916-1920), een bekroond antwoord op een prijsvraag.

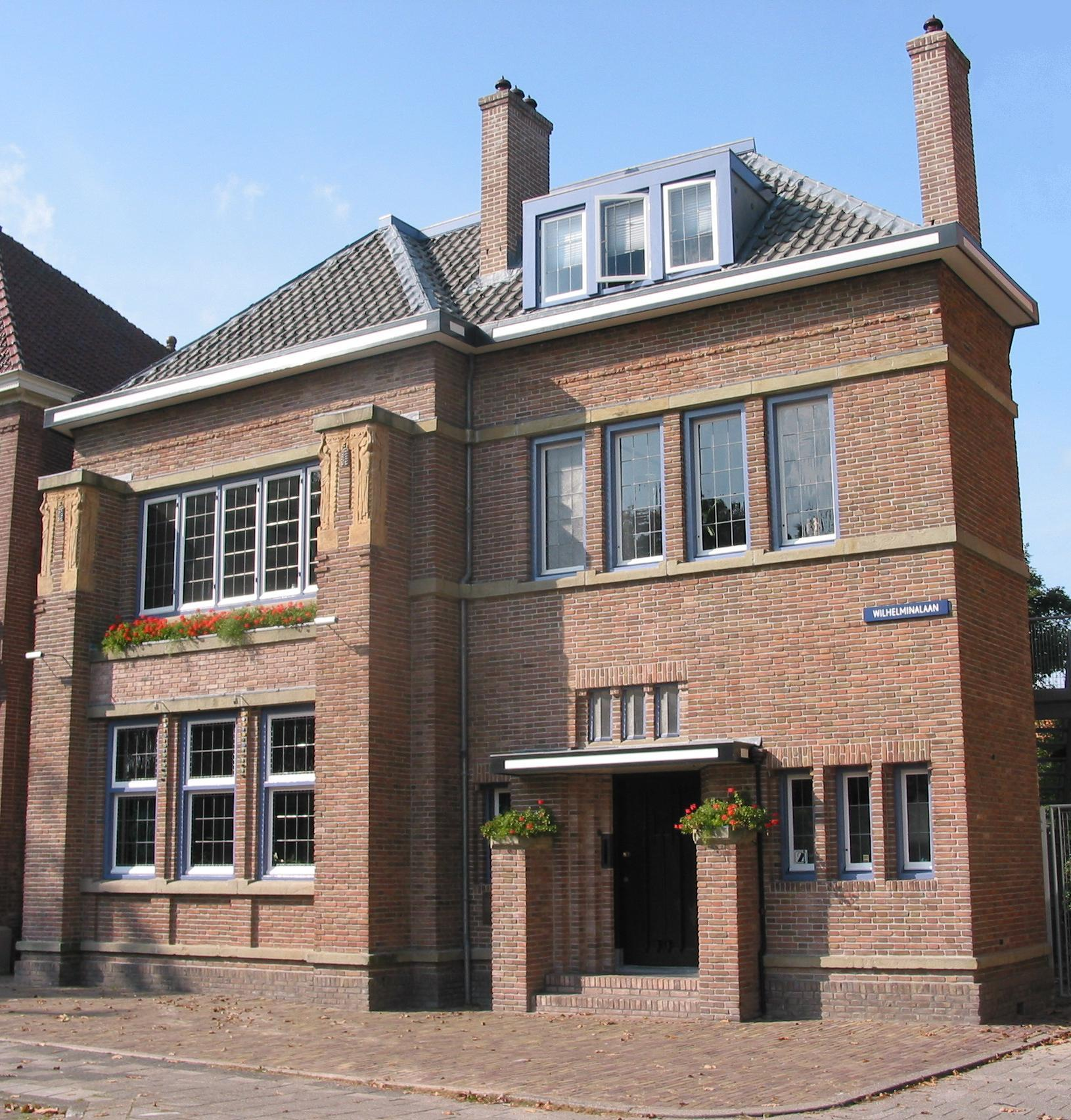
Huis De Lange, Alkmaar. 1916-1917.

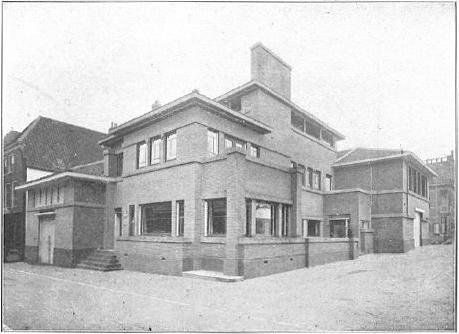
Hotel De Dubbele Sleutel, Woerden. 1918-1919.

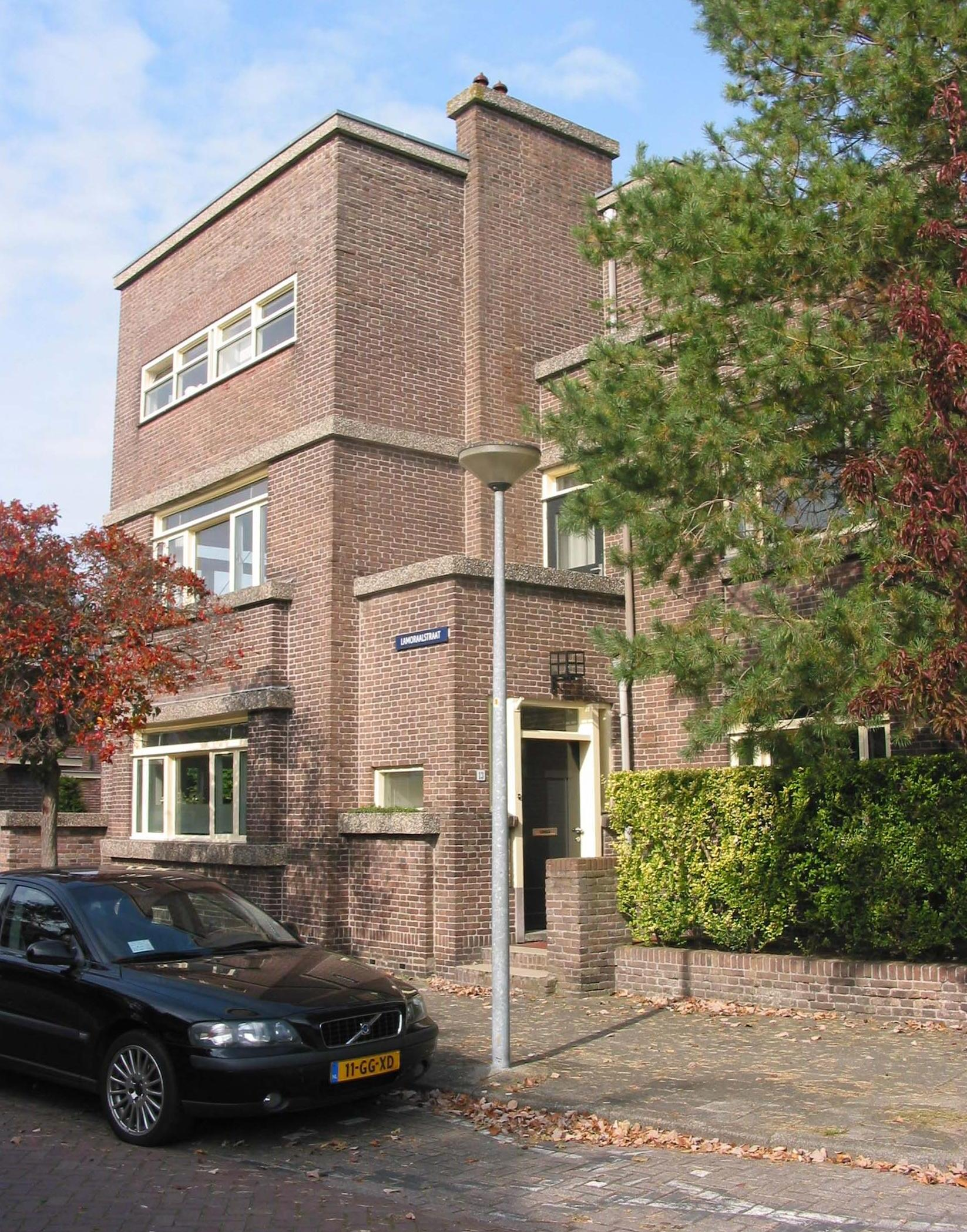
Dubbel woonhuis, Alkmaar. 1918-1919.

Wils besteedde in het begin van zijn carrière ook aandacht aan het ontwerpen van interieur en meubels. In 1916 kreeg hij een 'loffelijke vermelding' in een prijsvraag voor 'arbeidersmeubelen' en sinds 1917 ontwierp hij voor de Alkmaarse meubelfabriek Eik en Linde. Als interieurontwerper probeerde Wils de woning te bevrijden van de prullaria uit de 19e eeuw.

### De Stijl
In 1916 ontmoette hij kunstenaar Theo van Doesburg hetzij in de Haagse Kunstkring, hetzij in de Leidsche Kunstclub De Sphinx. Hun ideeën over individualiteit en moderne architectuur kwamen zodanig met elkaar overeen, dat Wils hem hetzelfde jaar nog betrok bij de decoratie van het door hem in 1916 ontworpen Huis De Lange in Alkmaar. Hierna zouden Wils en Van Doesburg nog vaker samenwerken. Zo ontwierp Van Doesburg in 1917 glas in loodramen en kleuroplossingen voor een school en onderwijswoning in Sint Anthoniepolder en voor de in april 1917 ontworpen villa De Karperton in Bergermeer. In 1919 wonnen Wils en Van Doesburg een tweede prijs voor hun ontwerp van een monument op het stationsplein in Leeuwarden als antwoord op een architectuurprijsvraag. Wils ontwierp de inrichting van het plein en Van Doesburg het monument.
Eind 1917 betrok Van Doesburg hem ook bij het pas opgerichte tijdschrift De Stijl. Wils schreef twee artikelen voor dit blad (zie Publicaties) en eind 1918 onderschreef hij, naast Theo van Doesburg, Robert van 't Hoff, Vilmos Huszár, Antony Kok, Piet Mondriaan en Georges Vantongerloo, het eerste manifest, Manifest I, van de gelijknamige groep.
In 1918 ontwierp hij Hotel De Dubbele Sleutel in het centrum van Woerden, dat gold als een sleutelwerk uit de beginperiode van De Stijl. Toen mede-De Stijl-leden J.J.P. Oud en Robert van 't Hoff toen nog op veel punten symmetrie toepasten, probeerde Wils dit in De Dubbele Sleutel nadrukkelijk te vermijden. Hij ging daarin zelfs zo ver dat hij de ingewikkelde roedeverdeling van de ramen door Van Doesburg in verschillende kleuren liet oplossen. Toch had het Hotel enkele fremdkörper, zoals een flauw hellend dak. Dit loste hij op in het in november van dat jaar voor W. Klaas ontworpen dubbel herenhuis in Alkmaar. Hij kon zich hierin helemaal uitleven en verlevendigde de gevel door bouwvolumes uit en in te laten springen, waardoor een grote mate van plasticiteit ontstond. In het huis zijn kleursporen teruggevonden, die waarschijnlijk door Huszár zijn ontworpen.
Lang duurde Wils' lidmaatschap van De Stijl echter niet, want in 1919 kreeg hij onenigheid met Van Doesburg over de financiële waardering voor diens 'kleuroplossingen' van De Dubbele Sleutel en het feit dat Wils geschreven had voor het tijdschrift Wendingen en redacteur werd van het in 1918 door Co Brandes opgerichte tijdschrift Levende kunst, die Van Doesburg als tegenhangers van zijn eigen tijdschrift zag. Toch hielp Wils in juli 1920 mee aan de in de Haagsche Kunstkring gehouden tentoonstelling 'La Section d'Or', in het kader waarvan Van Doesburg een lezing hield en steunde hij De Stijl toen deze in 1925 geweigerd werd deel te nemen aan de Exposition des Arts Décoratifs in Parijs. Wils won echter wel een gouden medaille op deze tentoonstelling.

### Volkswoningbouw
Als geestelijk communist had de strijd tegen de woningnood, die Nederland in de jaren na de Eerste Wereldoorlog teisterde, zijn aandacht. In december 1918 ontwierp Wils een complex van 18 'arbeiderswoningen' en één winkelhuis voor de Woerdense Vereniging voor Volkshuisvesting. Eerder dat jaar ontwierp hij voor de secretaris van deze vereniging, F.A. Minkema, een kantoortje aan zijn woning aan de Oostdam in Woerden. Wils was geïnteresseerd in de verbetering van de volkswoningbouw en zocht naar een nieuwe architectuur voor nieuwe woonvormen.
In het voorjaar van 1919 ontving hij, op advies van de inspecteur van Volksgezondheid, van woningbouwvereniging Uitbreiding-West in Gorinchem de opdracht aldaar 149 arbeiderswoningen te ontwerpen. Wils wilde de woninggroepen door gras en bloemen tot een hooger plan opvoeren. Dit plan mislukte echter faliekant. Tot grote teleurstelling van Wils vertrapten de bewoners van het in mei 1921 opgeleverde wijkje het gras, trokken bloemen uit bloembakken en vernielden boompjes.
Een zeer geslaagd voorbeeld van volkswoningbouw zijn de 28 woningen die hij in februari 1920, toen hij in Stompwijk woonde, ontwierp voor de Departementale Woningbouw in Oudewater. Het contract hiervoor werd echter pas op 1 juli 1921 getekend. Het wijkje, dat in 1922 gereed kwam, heeft vanwege zijn rode bakstenen de bijnaam het 'rode dorp'.
Maar het bleef niet bij het ontwerpen van arbeiderswoningen. In 1921 richtte hij woningcorporatie Bouwplan Voorburg op, met als doel aan de Laan van Nieuw Oost-Indië een woningbouwcomplex bestaande uit 56 woningen te bouwen.

### Verenigingsleven
Na de Eerste Wereldoorlog werd Wils actief lid van de Haagsche Kunstkring; van 1919 tot 1923 ook als secretaris. Hij hield er de lezingen 'Het vrijstaande monument in het moderne stadsbeeld' (1918) en 'Hedendaagse stroomingen in de bouwkunst' (1919). Ook nodigde hij zijn Duitse collega's Erich Mendelsohn en Fritz Schumacher uit om bij de HKK lezingen te geven. Verder droeg hij bij aan een tentoonstelling over architectuur en volkshuisvesting. Dit leidde in 1920 tot de uitgave van het boek Volkswoningbouw met een inleiding door Berlage, tekeningen van Wils en een kaft ontworpen door Huszár.
In november 1919 was hij aanwezig op het 'Congres van den Steden-herbouw' in Brussel, waar een groot aantal Nederlandse architecten aan deelnamen, onder wie Berlage, Kramer en Kromhout. Op 5 februari 1920 gaf hij de lezing 'architectuur' voor de leden van de Rotterdamse academie. Op 22 en 23 november van dat jaar hield hij twee lezingen in het Secessionsgebouw in Wenen: de eerste getiteld 'Moderne bouwkunst in Nederland' en de tweede 'Enige gedachten over de bouwkunst van onzen tijd'. In 1923 droeg hij bij aan de ter gelegenheid van het 25-jarig regeringsjubileum van koningin Wilhelmina georganiseerde tentoonstelling 'Haagsche Bouwkunst sedert 1898', die 23 augustus van dat jaar opende. Ook was Wils 'bouwkundig medewerker' van Het Vaderland, adviseur van het door Het Vaderland uitgegeven 'Extra-Weekblad ter bestrijding der woningcrisis' en vanaf juli 1924 redacteur van Het Bouwbedrijf. Verder was hij vicevoorzitter van het Vincent van Gogh-genootschap en lid van het Nederlandsch kunstenaarsverbond. Op 14 juni 1924 werd hij herkozen als bestuurslid van de Bond van Nederlandse Architecten. Eind 1924 spande hij zich in voor de 'Nederlandsche Union Instellectuele', die aan de ‘geestelijke ontreddering, gevolg van den wereldoorlog een einde [wilde] maken’.

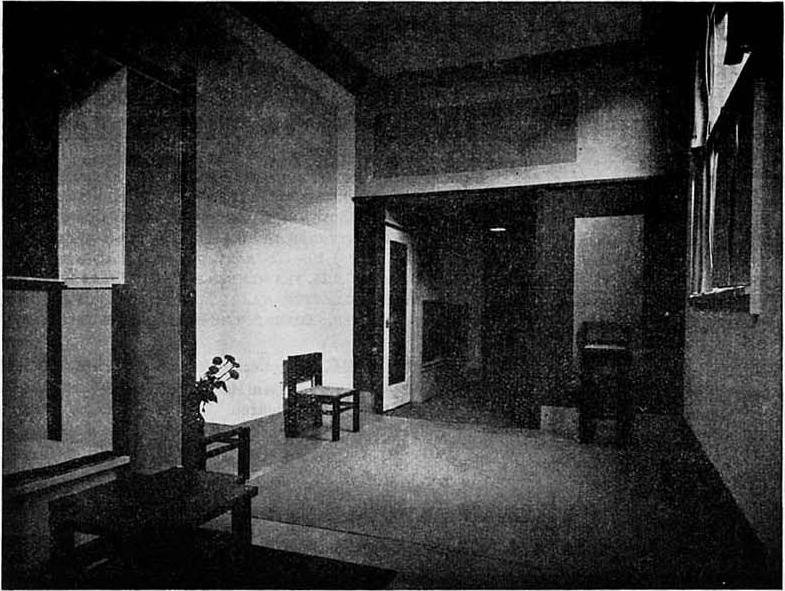
Fotoatelier Berssenbrugge, Den Haag (in samenwerking met Vilmos Huszár). 1922

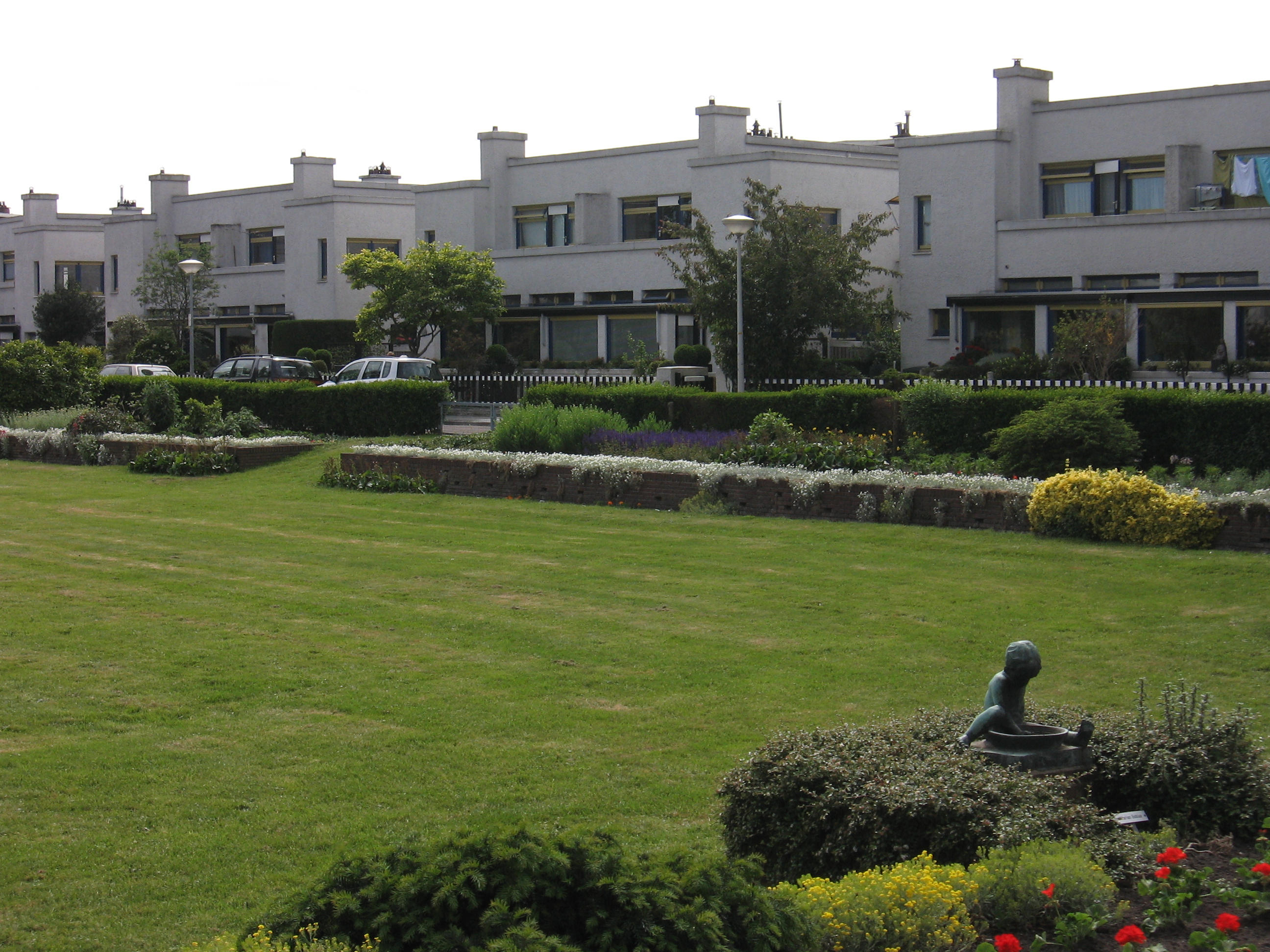
Woningbouwcomplex Daal en Berg, Papaverhof, Den Haag. 1919-1922.

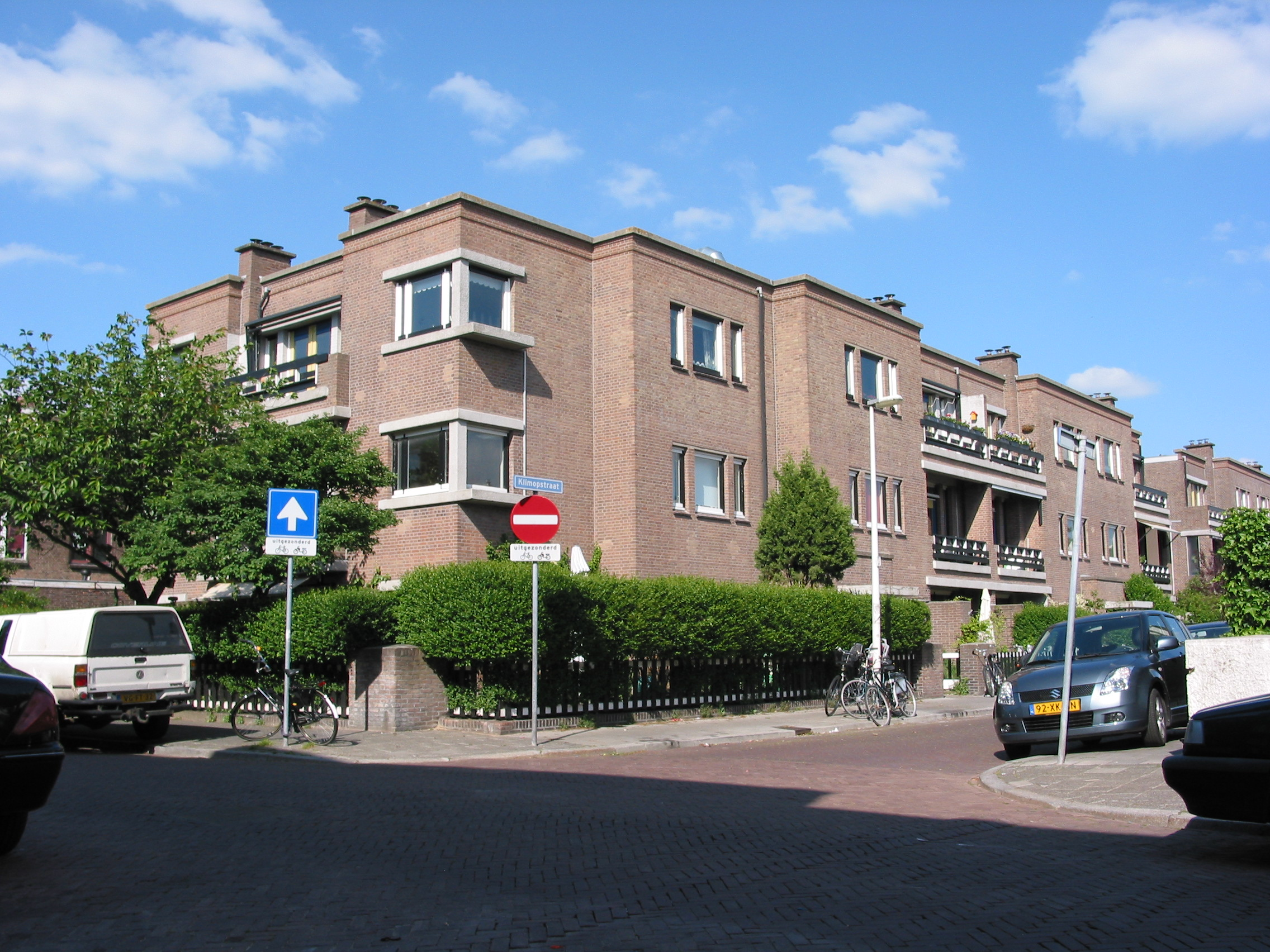
Flatgebouw Daal en Berg, Klimopstraat 2-24, Den Haag. 1919-1922.

In 1919 had Wils in Voorburg kunstenaar Piet Zwart leren kennen. Zwart werkte vervolgens twee jaar als tekenaar bij Wils en droeg bij aan verschillende, belangrijke bouwprojecten. Ook ontwierp hij het briefpapier van Wils. Ook Vilmos Huszár, die lid van De Stijl was gebleven, werkte enige tijd voor Wils. Zo ontwierpen Wils en Huszár tussen 1920 en 1921 het fotoatelier van Henri Berssenbrugge in Den Haag, waarbij Wils het interieur en meubels ontwierp en Huszár deze van kleur voorzag. Van alle ontwerpen van Wils sluit dit het nauwst aan bij de uitgangspunten van De Stijl.

### Doorbraak
Herfst 1918 maakte Wils een ontwerp voor een prijsvraag, die in augustus van dat jaar door de buurtvereniging Bezuidenhout werd uitgeschreven ter verbetering van de verbinding tussen het Bezuidenhoutkwartier en Wijk VII in Den Haag. Wils' oplossing week in die zin van de andere inzendingen af, dat hij niet de zoveelste tuinstad ontwierp, maar monumentale huizenblokken plaatste rondom enorme, semiopenbare binnentuinen. Het is onbekend of Wils dit ontwerp ook heeft ingezonden, maar hij paste hetzelfde idee niet veel later toe in woningbouwcomplex Daal en Berg, dat deel uitmaakte van het uitbreidingsplan Laan van Meerdervoort II in Den Haag. Op 5 juli 1919 werd Wils door de Coöperatieve Woningbouwvereniging Daal en Berg gevraagd dit complex te ontwerpen. Het kwam in 1921 gereed en betekende de doorbraak van Wils als architect. Toch was niet iedereen positief. H.W. Valk schreef naar aanleiding van de eind 1920 in de Koninklijke School voor Techniek en Ambacht in 's-Hertogenbosch gehouden 'Tentoonstelling van Middenstandswoningen', dat hij knapper werk van Wils meende te kennen.

### Bruynzeel
In augustus 1920 ontwierp Wils in opdracht van de N.V. Hollandsche Deurenfabriek C. Bruynzeel en Zonen de nieuwe deurenfabriek van dit bedrijf in Zaandam, alsmede de bungalow Stormhoek voor directeur Cornelis Bruynzeel Jr., eveneens in Zaandam. Bruynzeel zou Wils daarna tot 1956 voor uitbreidingen van deze fabriek consulteren.

### Nieuwe Haagse School
Wils wordt samen met Co Brandes gerekend tot de Nieuwe Haagse School, een term die in 1920 voor het eerst door C.J. Blaauw werd gebruikt. De invloed van Wright op de Nieuwe Haagse School is evident, vooral wat betreft de plattegronden. Decoratie was niet of nauwelijks aanwezig. Schoonheid werd verkregen door het harmonieus groeperen van bouwvolumes in combinatie met horizontale en verticale accenten in de vorm van dorpels, lateien en luifels.
Veel van Wils' ideeën zijn ook terug te vinden in de publicatie Het Woonhuis, die van 1922-1923 in twee delen werd uitgegeven (zie Publicaties). Deze boekjes waren bedoeld voor mensen met een laag inkomen die hun eigen woning wilden bouwen of verbouwen. Hij schreef hierin dat de moderne architectuur een 'vereenvoudiging van het openbare en een verdieping van het geestelijke leven' inhield. De woning moest volgens Wils ‘een schoonheidssensatie teweeg brengen, maar tevens een gevoel van welbehagen, van gemakkelijkheid ter bewoning, van practische bruikbaarheid bezitten’. Verder pleitte hij voor het platte dak, het toepassen van gewapend beton en een maximale lichtinval. Ook noemde hij de kleur als zelfstandig element 'een veelbelovend verschijnsel'.
Wils was ook een bewonderaar van het werk van de Schotse meubelontwerper Eileen Gray. Naar eigen zeggen kwam hij met haar werk in contact toen hij een tentoonstelling in Parijs bezocht. In 1922 exposeerde zij een zwartgelakt kamerscherm op een tentoonstelling in Amsterdam. Gray was echter zo ontevreden over de inrichting dat ze Wils vroeg deze te veranderen. Later, in 1924, schreef Wils de inleiding voor een nummer van Wendingen geheel gewijd aan haar werk. Ook schreef hij twee keer, in 1923 en 1932, positief over het werk van Willem Penaat.
In 1923 mengde Wils zich in de discussie rondom het nieuwe stadhuis aan het Spui. Omdat hij bang was dat zo 'op een plekje van een paar hectaren alles wat men aan monumentale gebouwen heeft' gebouwd zou worden, net als eerder aan de Rotterdamse Coolsingel was gebeurd, ondertekende hij op 5 februari van dat jaar samen met onder anderen Berlage, Roosenberg en de directeur van het Rijksbureau voor de Monumentenzorg, Kalf, een adres aan de gemeente met het verzoek het nieuwe stadhuis op het Alexanderveld te bouwen. De gemeente ging echter niet akkoord en dus ontwierp Wils in 1924-1925 op aanwijzing van Kalf een alternatief ontwerp voor het Spui, wat echter niet geaccepteerd werd.

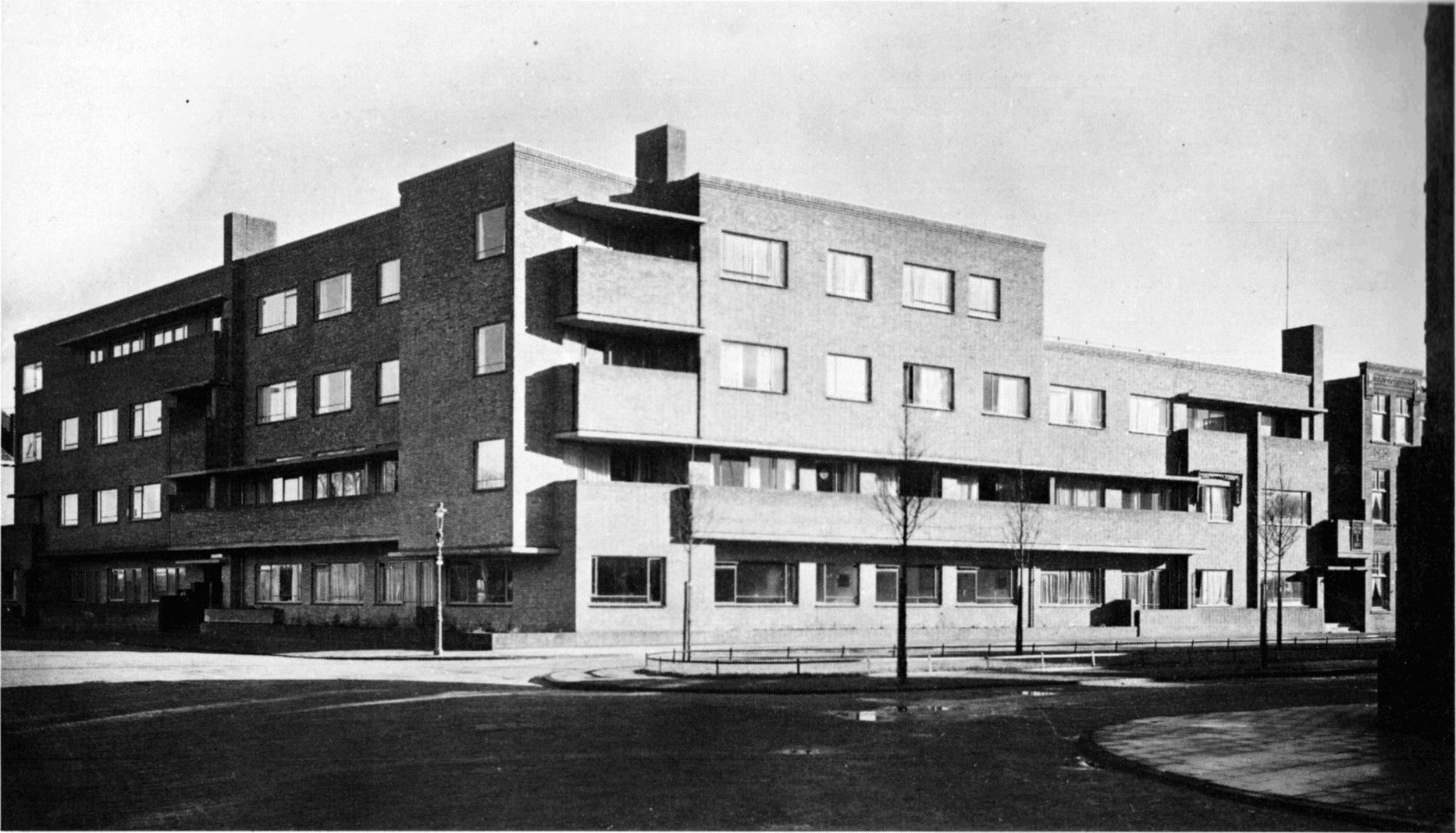
Flatgebouw, Jozef Israëlsplein, Den Haag. 1925-1926. Foto. Afkomstig uit het 10-jarig jubileumnummer van De Stijl (1927): p. 51/52.

### Woonhotel
Wils ontwikkelde een voorliefde voor het woonhotel of urban villa, een luxe flatgebouw, naar Amerikaans voorbeeld, 'kant en klaar gemeubileerd en waar je alles in muren wegslaat [...] bedden, tafels, stoelen, kasten, strijkplanken'. Deze ideeën verwezenlijkte hij in 1925 in een in samenwerking met Frans Lourijsen ontworpen flatgebouw aan het Jozef Israëlsplein in Den Haag. Dit waren voor die tijd zeer luxueus uitgevoerde woningen, compleet met CV, telefoon en centrale keuken. Een ander voorbeeld is het in 1937 ontworpen Dennehove aan de Badhuisweg, eveneens in Den Haag.
Van 1925 tot 1926 werkte Cor van Eesteren korte tijd op het bureau van Wils. Van Eesteren maakte onder andere de presentatietekeningen van het (niet-uitgevoerde) sanitair-technisch bureau J.G. Korsten aan het Amsterdamse Koningsplein, dat met zijn uitstekende balkons en glazen gevel zeer vooruitstrevend was.

### Gebouwen en terreinen voor gymnastiek, spel en sport

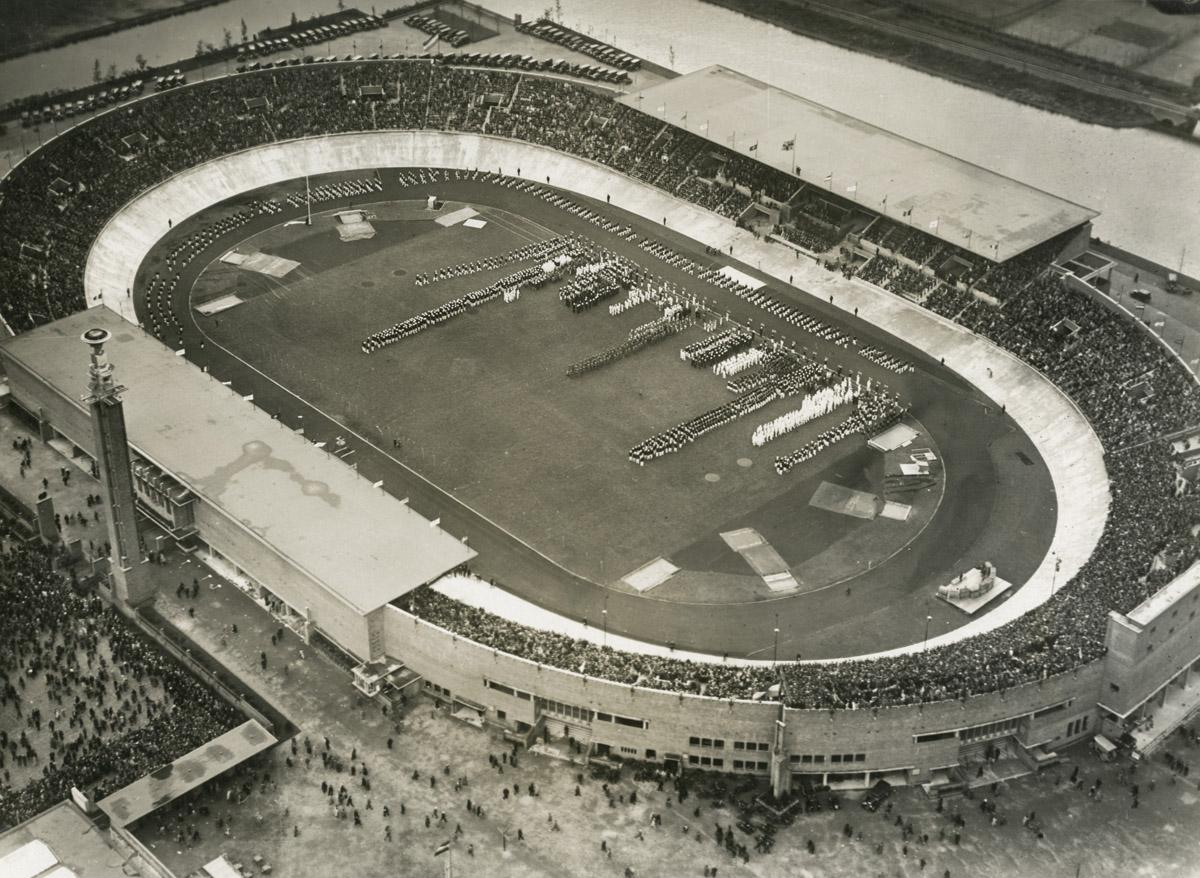
Olympisch Stadion, Amsterdam. 1926-1928.

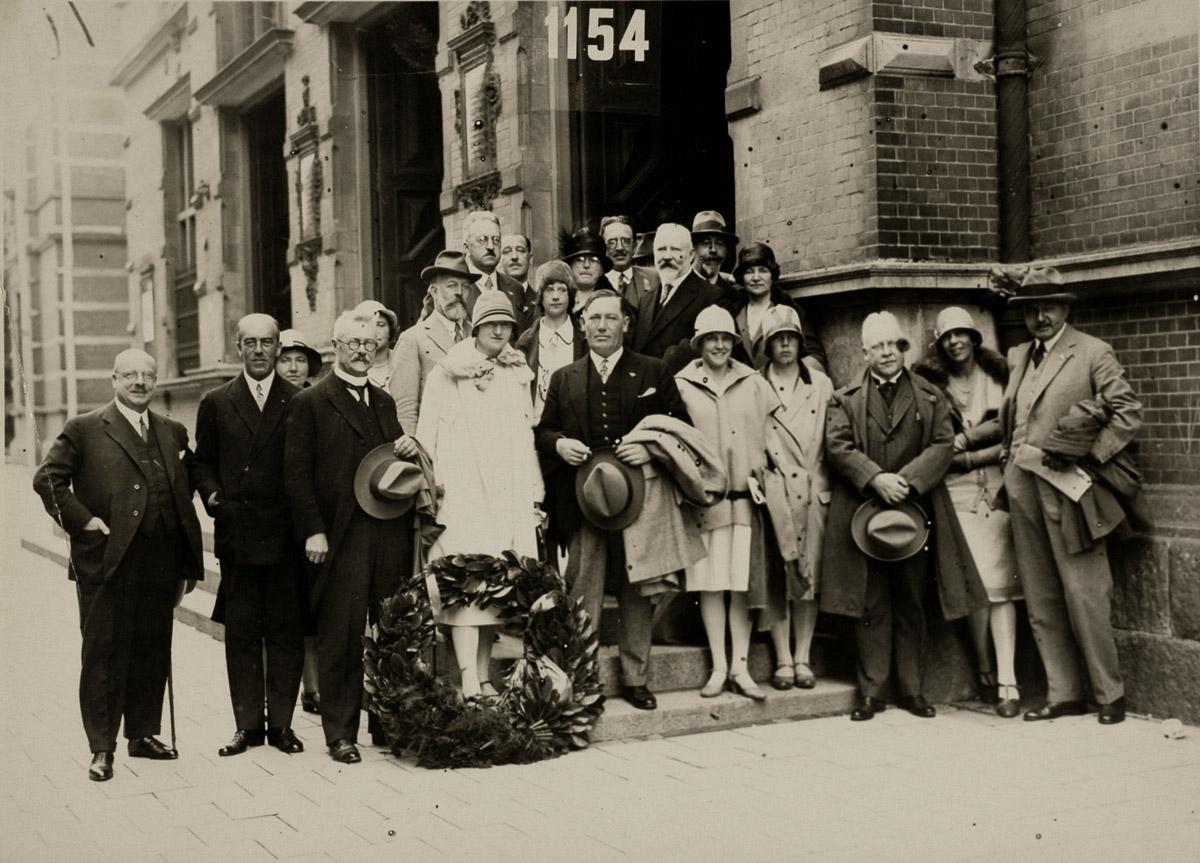
Huldiging van Jan Wils. 30 juli 1928.

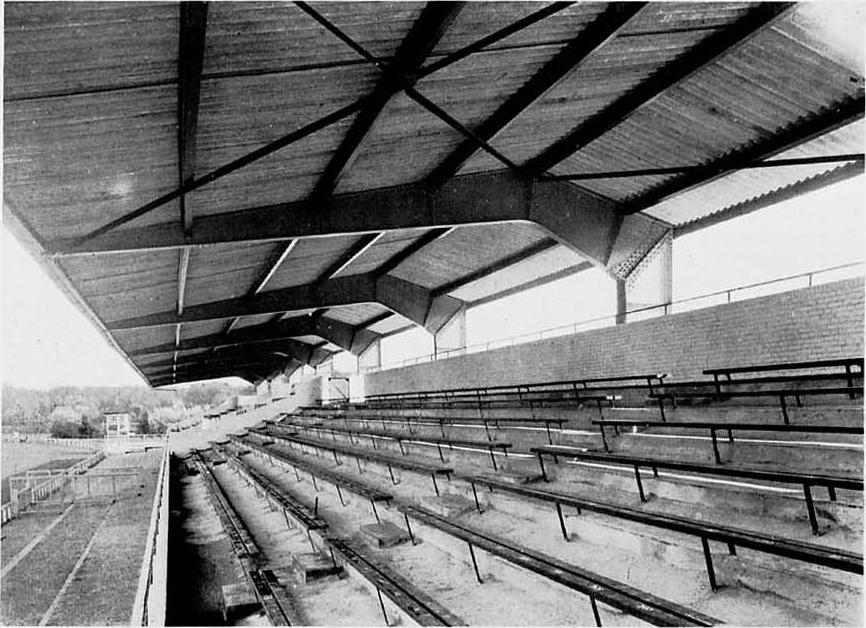
Tribune in het Gemeentelijk Sportpark, Alkmaar. 1929-1930.

In december 1924 ontving Wils de opdracht de gebouwen voor de Olympische Spelen van 1928 in Amsterdam te ontwerpen. Deze opdracht had hij te danken aan zijn goede contacten met de vicevoorzitter van het NOC, Pieter Scharroo, met wie hij omstreeks deze tijd een handleiding voor Gebouwen en terreinen voor gymnastiek, spel en sport schreef. Ook had Wils zich in oktober 1924 onderscheiden bij het ontwerp van een sportcomplex aan de Wassenaarseweg in Den Haag en was hij vanaf 1925 actief bij de sport betrokken als docent aan de Academie voor Lichamelijke Opvoeding in Amsterdam. Het eindresultaat, het Olympisch Stadion en verschillende andere gebouwen, waaronder een schermzaal en een gebouw voor krachtsport, werd over het algemeen zeer goed door de architectuurwereld beoordeeld. Foto's ervan werden tentoongesteld in het Stedelijk Museum Amsterdam, waar hij op 30 juli in het bijzijn van het NOC en verschillende kunst- en architectuurverenigingen een oorkonde overhandigd kreeg. Voor zijn bijdrage aan de Olympische Spelen werd hij op 2 augustus benoemd tot officier in de Orde van Oranje-Nassau en later die dag won hij de eerste prijs in de categorie architectuur van het Olympisch kunsttoernooi.
Toch was er ook kritiek op het stadion. De afwezigheid van zowel Architectura et Amicitia als Opbouw tijdens Wils’ huldiging waren veelzeggend. De laatste groep was het duidelijkst in haar kritiek en vond dat Wils zich, door de betonconstructie te bekleden met bakstenen, schuldig had gemaakt aan effectbejag. Maar niet iedereen uit de nieuw zakelijke hoek dacht er zo over; zo vond Ben Merkelbach dat men zich niet hoefde ‘te schamen deze proeve van Nederlandsche architectuur aan buitenlanders te toonen’.
Hierna stroomden de opdrachten binnen. Zo werd hij nog tijdens de spelen door het gemeentebestuur van Warschau uitgenodigd op te treden als adviseur bij de bouw van het nieuwe stadion in deze stad en ontwierp hij in Park Leeuwenbergh een sportcomplex, waar hij tevens mede-eigenaar van was. Op 6 maart 1929 vroeg het college van B & W van zijn geboortestad Alkmaar hem een nieuw Gemeentelijk Sportpark te ontwerpen. Het college schreef, bijna verontschuldigend: ‘Wij zijn er ons van bewust, dat de bescheiden omvang van het plan dit beroep niet wettigt, doch wij hebben eenige hoop, dat U van Uw geboortestad den dienst zou willen bewijzen die van U weinig arbeid zal vragen en voor ons van groote beteekenis zal zijn’. De tribune in dit sportpark, met een capaciteit van 1100 bezoekers, was een stuk moderner dan het Olympisch Stadion en was bovendien de eerste kolomvrije sporttribune in Europa. Architectuurcriticus G. Westerhout omschreef het als ‘een frisch, vlot, gedurfd ding dat volkomen zichzelf is’.
Daarnaast werd hem in 1929 of 1930 gevraagd een nieuw onderkomen van de Academie voor Lichamelijke Opvoeding in Amsterdam te ontwerpen en in 1930 ontwierp hij een gebouw voor de Amsterdamse turnclub Hygiëa, dat anders dan het voorgaande gebouw, ook een zwembad en een roeizaal moest bevatten. Geen van deze ontwerpen werd echter uitgevoerd.
In 1931 werd hem gevraagd de exploitatiemogelijkheden te berekenen en het stratenplan te ontwerpen van het latere Feijenoordstadion in Rotterdam, maar de opdracht voor het stadion zelf ging uiteindelijk in 1935 naar Brinkman en Van der Vlugt. Met Van der Vlugt had Wils overigens goed contact. Met het Feijenoordstadion had het Olympisch Stadion er een geduchte concurrent bij, waardoor in augustus 1936 begonnen werd de capaciteit van het Olympisch Stadion uit te breiden door middel van een groot betonnen omhulsel, eveneens ontworpen door Wils, waarvan de constructie dit keer wel duidelijk zichtbaar was. Het jaar daarop ontwierp hij samen met de Portugese architect Carlos Ramos een stadion met zwembad in Lissabon, dat echter niet uitgevoerd werd. Ook een groot sport- en tentoonstellingscomplex aan het Scheldeplein in Amsterdam (1937) en het ‘Coliseu do Oporto’ (1938-1939), een theaterhotel in Porto, werden niet uitgevoerd.

### Vrijmetselarij
Wat Wils miste in De Stijl en het socialisme vond hij wellicht in de vrijmetselarij: persoonlijke ontwikkeling op basis van gelijkwaardigheid. Op 29 april 1929 werd hij leerling-vrijmetselaar, in 1931 gezel en op 4 maart 1932 meester in loge L'Union Frédéric in Den Haag. Tot aan zijn dood bleef hij lid van deze loge, met uitzondering van de periode 1955-1961, toen hij lid was van De Vlammende Ster. Daarnaast richtte hij op 21 juni 1931 samen met de architecten A.H. Wegerif en H.A.J. Baanders de maçonnieke vereniging Tempelbouw op, die richting moest geven voor te bouwen of verbouwen vrijmetselaarsloges.
Kort daarvoor, in 1930, wijzigde Wils het interieur van Loge Silentium in Delft, hetgeen echter geen succes werd; er ontstond grote verdeeldheid in de Loge. Na de oorlog (waarin dit interieur vernield werd) werd de logeruimte niet meer in zijn stijl herbouwd.. Omstreeks 1935 schreef de Orde van Vrijmetselaren onder haar leden een prijsvraag uit voor een 'Emma-bank', ter nagedachtenis aan de in 1934 overleden Koningin-Moeder, die door Wils werd gewonnen. Deze bank ging in de Tweede Wereldoorlog verloren, maar werd in 1959 in gewijzigde vorm gereconstrueerd.

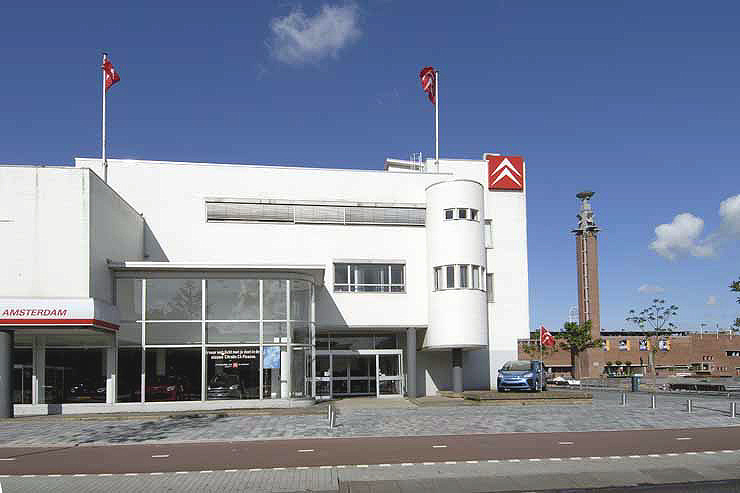
Garage Citroën, Stadionplein, Amsterdam. 1929-1931.

### Bedrijfsgebouwen
In 1929 ontwierp hij in opdracht van de N.V. Automobiles Citroën in Amsterdam een nieuwe garage. Wils zou aanvankelijk geen interesse gehad hebben, omdat hij het beneden zijn waardigheid achtte voor een autofabrikant te werken. De vrijheid en het geboden honorarium zouden hem uiteindelijk toch doen hebben ingestemd.

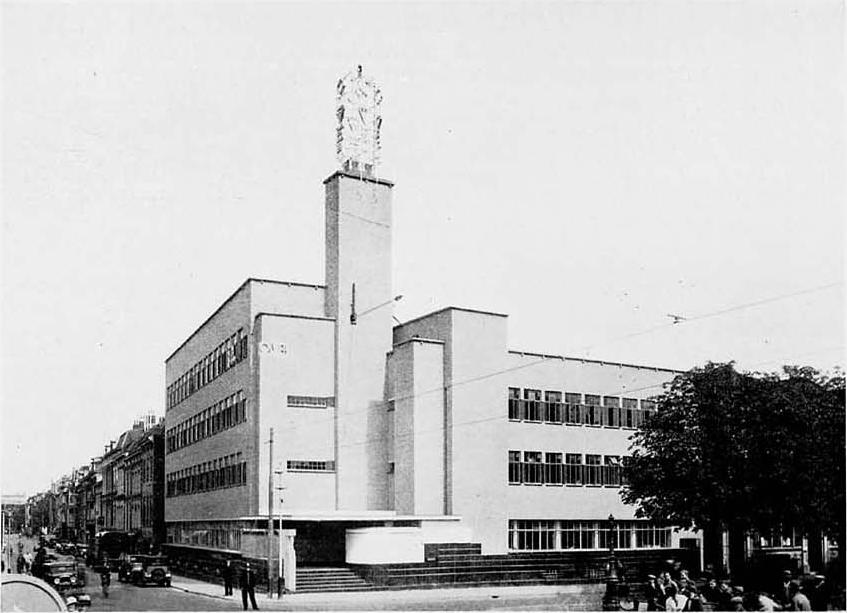
OLVEH-kantoor, Piet Heinplein/Kortenaerkade, Den Haag. 1930-1932 (afgebroken 1969).

Op 20 augustus 1931 ondertekende Wils het aannemingscontract voor de bouw van het door hem in samenwerking met ingenieurs Van der Wall en Jonkheit ontworpen kantoorgebouw van de OLVEH in Den Haag, dat op 23 juli 1932 geopend werd. In de openingsrede zei Willem Kromhout, die evenals Wils lid was van vrijmetselaarsloge L’Union Frédéric, ‘dat er een verband bestaat tusschen de postuur van een architect en de algemene belijning van het gebouw’, hierbij doelend op Wils’ hoekige postuur.
In 1932 werd Wils opnieuw lid van de Haagsche Kunstkring, waar hem gevraagd werd voorzitter te worden van de afdeling architectuur en kunstnijverheid. Deze functie bleef hij tot december 1935 uitoefenen, toen hij werd opgevolgd door Hein van Zeggeren. In 1933 ontwierp hij een aantal meubels voor de koninklijke familie: een bank in het park van Huis ten Bosch en een schrijftafel voor prinses Juliana.

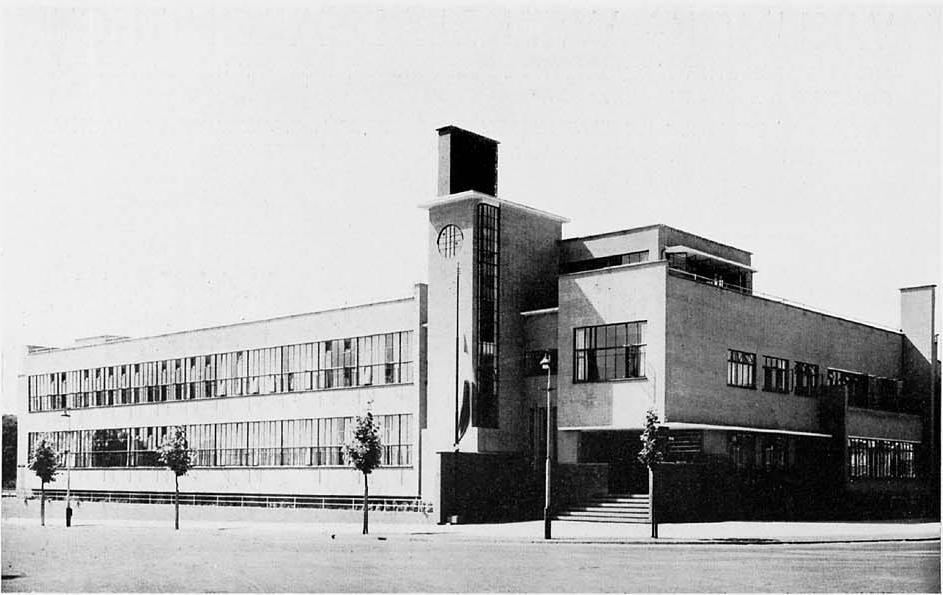
Kantoorgebouw voor de Centrale Onderlinge Bedrijfsvereniging voor Ziekteverzekering, Van Alkemadelaan 700, Den Haag. 1933-1935.

In het OLVEH-kantoor is duidelijk de invloed van Dudok merkbaar. Deze invloed komt nog sterker naar voren in het kantoorgebouw van de Centrale Onderlinge Bedrijfsvereniging voor Ziekteverzekering in Den Haag, dat hij in 1934 ontwierp en dat sterk doet denken aan Dudoks Calvijnschool in Hilversum. Vijf jaar later, in 1939 ontwierp Wils zijn laatste grote kantoor, het Columbushuis aan de Coolsingel in Rotterdam, dat echter vanwege het uitbreken van de oorlog niet uitgevoerd kon worden.

### Stedenbouw
In 1934 schreef Wils voor Het boek van Den Haag een bijdrage over de stand van zaken met betrekking tot de moderne architectuur in Den Haag. Dit essay werd gevolgd door een grootscheeps plan voor de herinrichting van het gebied rondom Station Den Haag Centraal en een brede verkeersweg tussen dat gebied en Scheveningen. Het ontwerp kwam tot stand in samenwerking met hoogleraar aan de TU Delft, Herman Rosse, en moest enerzijds voor een betere ontsluiting van het centrum zorgen en anderzijds het groene karakter van de stad waarborgen. Mogelijke aanleiding voor het project waren de plannen die Dudok op dat moment ontwikkelde voor onder andere de wijken Ockenburg, Mariahoeve en Reigersbergen. Wils nam het gebied onder handen dat Dudok had overgeslagen. De door Wils ontworpen verkeersweg moest ook zorgen voor een betere verbinding tussen zijn woonplaats, Voorburg, en Scheveningen, waar hij een vaste bezoeker was van Sociëteit De Witte. Wils en Rosse presenteerden hun masterplan in januari 1935 in Pulchri Studio, maar verder dan een goede recensie in de Haagsche Courant kwam het niet.
In 1939 kreeg Wils van een exploitatiemaatschappij de opdracht het terrein van de oude Diergaarde Blijdorp in Rotterdam te herinrichten. Hiervoor maakten Wils en zijn medewerker Rein Fledderus gebruik van het ontwerp dat W.G. Witteveen in 1931 maakte in opdracht van de Dienst Stadsontwikkeling. Wils had tot dan toe echter weinig gevoel voor stedenbouwkunde. In november 1932 zei hij hierover in een lezing: ‘Stedebouw, of beter gezegd stedenbouwkunst, is in uiterste consequentie niet anders dan bouwkunst - tout court’. Gaandeweg het Diergaardeplan kwam hij hier echter van terug. In een lezing in maart 1940 pleitte hij voor meer overheidsbemoeienis en een wetenschappelijke aanpak om stadsuitbreidingen in goede banen te leiden.

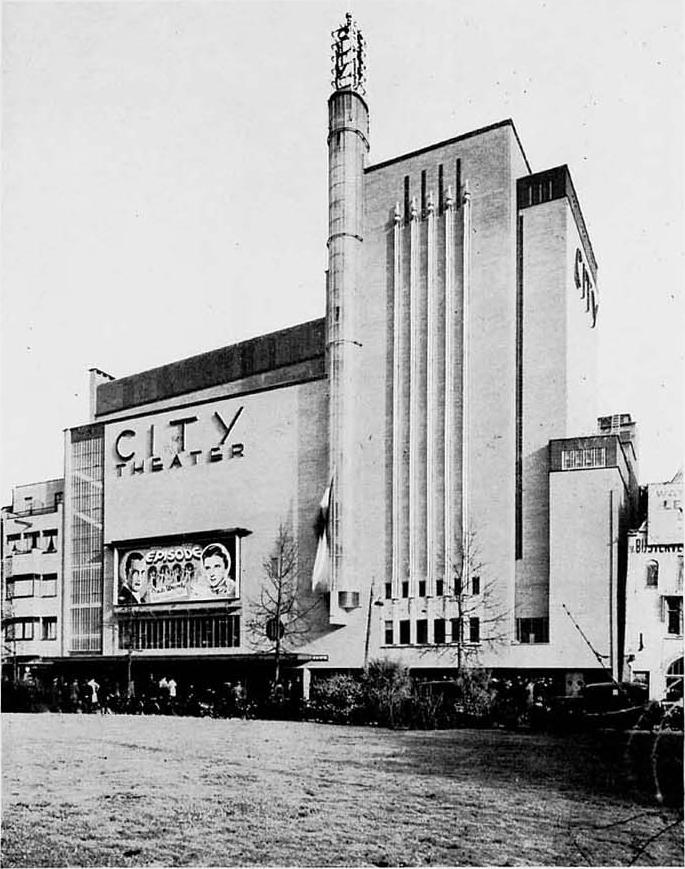
City Theater, Amsterdam (in samenwerking met Oscar Rosendahl). 1934-1935.

### City Theater

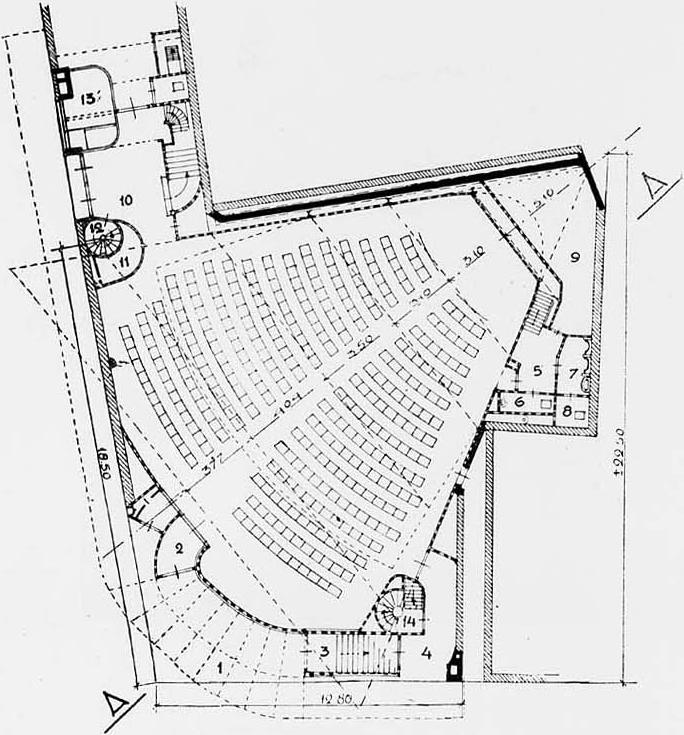
Jan Duiker. Cineac, Reguliersbreestraat, Amsterdam. 1933-1934.

De opdracht voor het gebouw van het City Theater in Amsterdam, op een steenworp afstand van het Leidseplein, ontving hij in november 1934 van het Haagse City-concern. Hierbij maakte hij waarschijnlijk gebruik van het ontwerp dat Jan Duiker maakte voor de vorige eigenaars van het te bebouwen terrein, waarbij hij de lengteas van de zaal, net als die van de Cineac, diagonaal op de rooilijn plaatste. Daarnaast greep Wils terug op een niet-uitgevoerd ontwerp voor een amusementscomplex aan de Amstelstraat, dat hij in 1931 voor Jean Desmet maakte, door de gehele begane grond te reserveren voor de vereiste wachtruimte. Het City Theater is een belangrijke stap in de typologische ontwikkeling van de bioscoop als zelfstandig gebouw. Het interieur werd grotendeels ontworpen door de Duitse architect Oscar Rosendahl. Van 1935 tot 1936 ontwierp hij, opnieuw in samenwerking met Rosendahl, het Van Swinden Theater in Amsterdam-Oost, dat eveneens een diagonaal geplaatste zaal bevat.
In 1936 werd Wils uitgenodigd zitting te nemen in de internationale jury van de architectuurwedstrijd van de Olympische Spelen in Berlijn en in juli 1937 werd hij gekozen tot voorzitter van de vereniging 'Kunst aan Allen'.

### Winkelhuizen
In de jaren 30 was Wils geen onbekende in de Haagse beau monde. Misschien ontving hij uit deze kringen in 1937 en 1939 de opdracht twee luxe winkelhuizen aan de Hoogstraat te ontwerpen. Het eerste, winkelhuis Ambassade, is geïnspireerd op moderne passagiersschepen, terwijl het tweede, het nog luxere winkelhuis Splitter frères, beïnvloed is door Sybold van Ravesteyn, die vond dat binnen het stramien van het nieuwe bouwen, ook barokke details en ronde vormen mogelijk moesten zijn.
In 1937 ontwierp Wils een wijk van 100 woningen en vier winkels in het Keizer Karel Park in Amstelveen. Eerder, in 1926, zou hij in hetzelfde park een brug hebben gebouwd. Bij deze wijk, die in 1939 voltooid werd, keert Wils terug naar de traditionele tuinstad: eenvoudige rijtjeshuizen met tentdaken. Deze wijk is dan ook een stuk saaier dan bijvoorbeeld de Papaverhof.

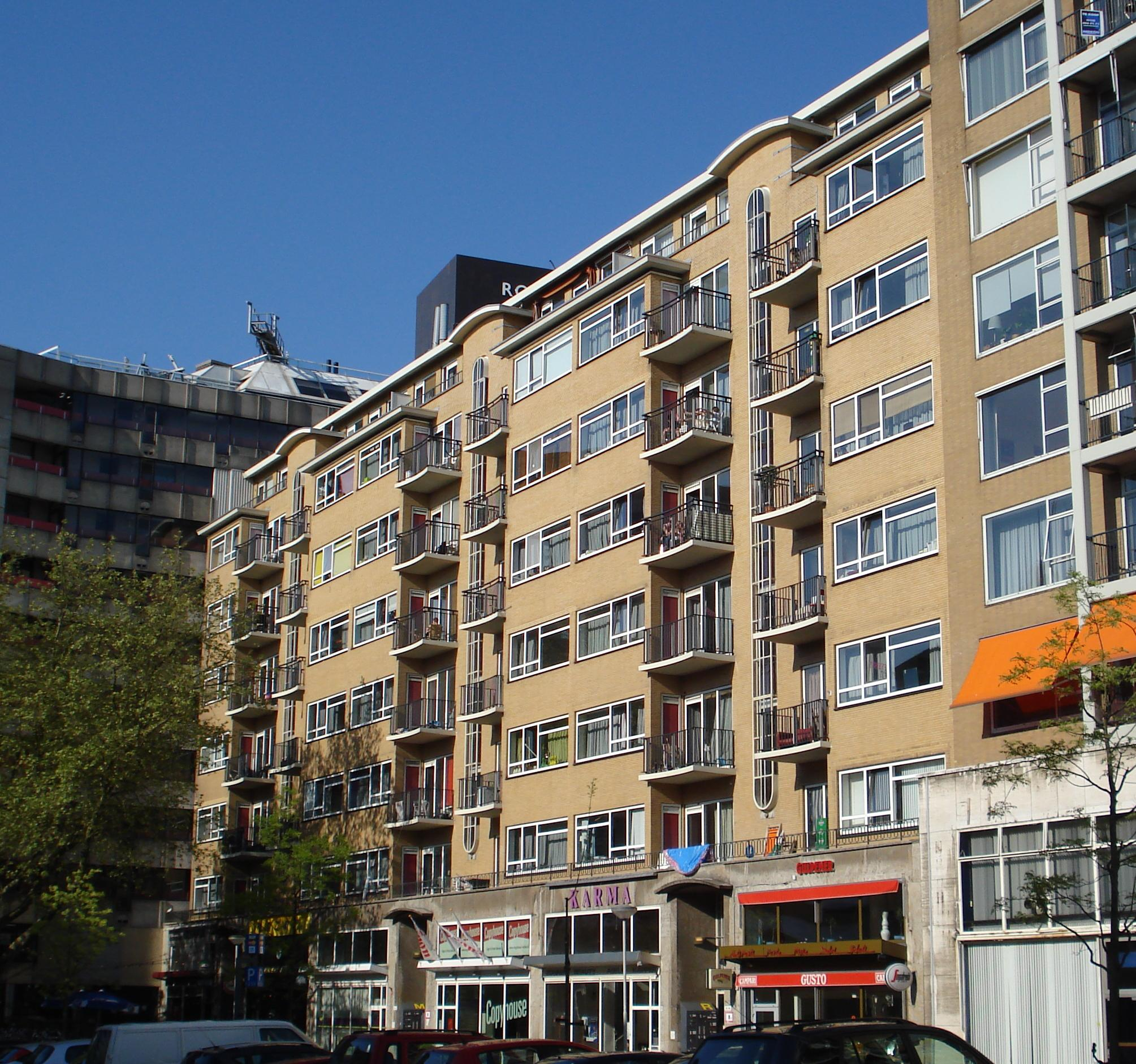
Flatgebouw, Schiedamse Vest, Rotterdam. 1938-1941.

### Wederopbouw
Zoals veel architecten van zijn generatie droeg Wils bij aan de wederopbouw van het op 14 mei 1940 gebombardeerde centrum van Rotterdam. De woningnood na dit bombardement was groot, dus werd tot de bouwstop van 1942 voornamelijk grootschalige woningbouw gerealiseerd. Wils bijdrage bestond uit een flatgebouw aan het Schiedamse Vest, waaraan hij overigens al vanaf december 1938 werkte, en aan een veel groter woningbouwcomplex ‘op Amerikaansche wijze’ aan de Goudsesingel.
Vanaf 1943 was hij betrokken bij de verbouwing van het Hotel Carlton aan de Vijzelstraat in Amsterdam, nadat een brandend vliegtuig op het gebouw was neergestort. Ook was hij lid van de 'Commissie tot Voorbereiding van Herbouw en Herstel van 's-Gravenhage', dat een ontwikkelingsplan samenstelde voor het in de oorlog zwaar gehavende Den Haag en Scheveningen. Dit plan werd uitgewerkt door Wils’ buurman Herman Rosse en heeft veel weg van het plan dat ze samen in januari 1935 presenteerden. Maar ook van dit ontwerp kwam niets terecht. Wils ontwierp echter wel eind jaren 50 in samenwerking met zijn toenmalige compagnon Fop Ottenhof een vrij ambitieus ontwikkelingsplan voor Kijkduin. Dit plan werd echter afgekeurd door de minister, die vond dat Kijkduin een lokale badplaats moest blijven.
Het ontwerp van een pier in Zandvoort dat Wils van 1954 tot 1955 samen met H.Th. Wijdeveld maakte, is eveneens ambitieus te noemen. Deze pier is hoefijzervormig en bevat onder meer een amusementscomplex en torenhoge hotels. De opdracht kwam van een commissie van ondernemers, maar de plannen waren kennelijk niet haalbaar. Eerder, in 1951-1953, ontwierp Wils voor Zandvoort het Hotel Bouwes, terwijl elders aan de boulevard in 1965 het 70 meter hoge Bouwes Palace werd opgeleverd. Het laatste gebouw is nog steeds beeldbepalend is voor Zandvoort.

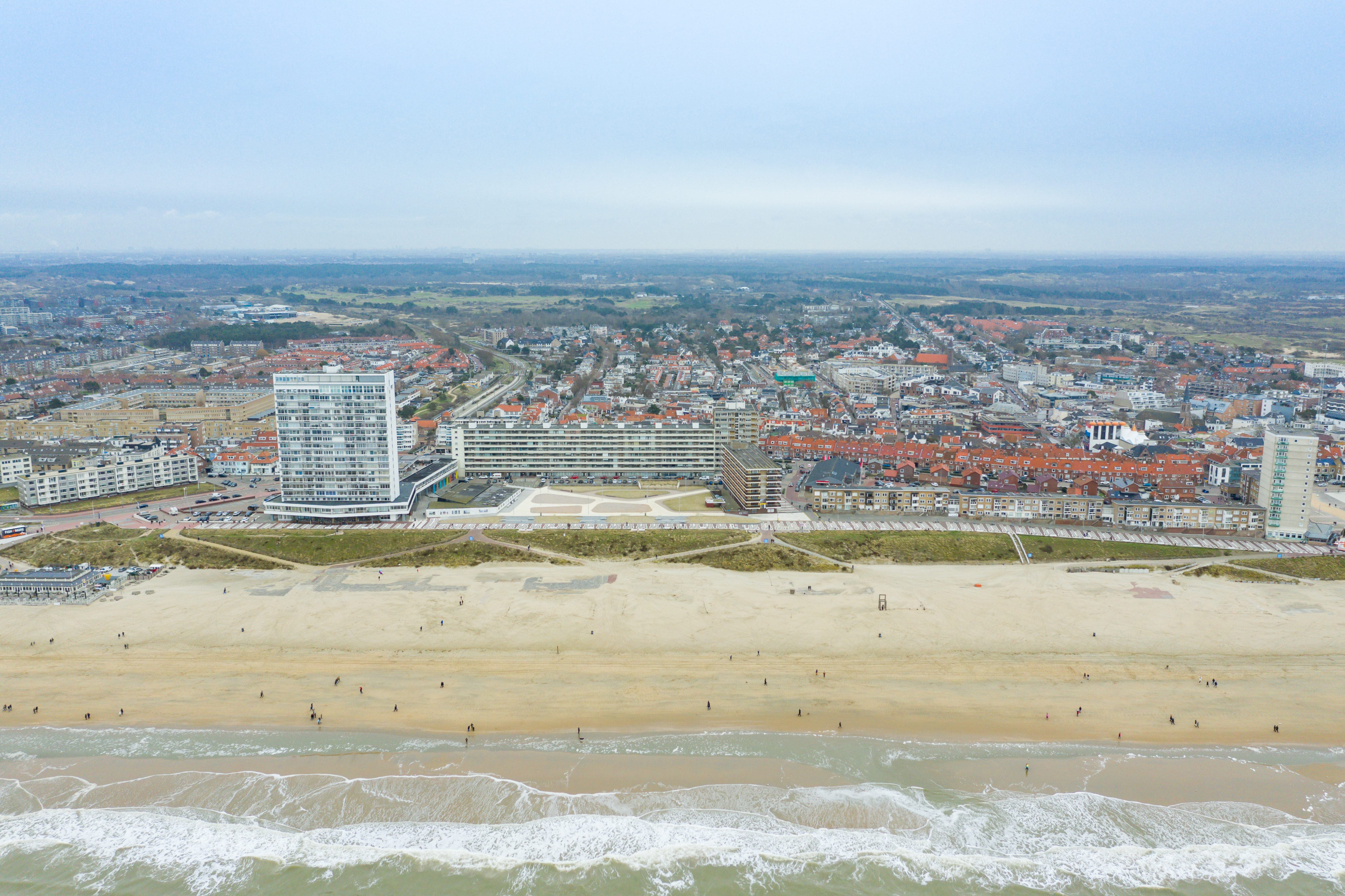
Zandvoort met links Palace Bouwes

Eerder, in januari 1949 reisde hij via New York naar de Nederlandse Antillen, waar hij in samenwerking met Jacob Fresco een casino ontwierp. Maar Wils was de eerste tien jaar na de oorlog het meest betrokken bij de woningbouw. Hij was inmiddels een fervent aanhanger geworden van de relatief goedkope systeembouw. Hiervoor werkte hij samen met Fop Ottenhof, die van 1941 tot 1951 op het bureau van Wils werkte en die de nodige ervaring had in standaardisatie in de woningbouw. Ottenhof begeleidde het project Goudsesingel en had een belangrijk aandeel in woningbouw in onder meer Vlaardingen, Den Haag, Vlissingen en Katwijk. Op 19 april 1952 had Wils een bespreking voor de bouw van een flatgebouw met 5.000 woningen in de Zuid-Afrikaanse stad Johannesburg. Een belangrijke opdrachtgever in deze periode was de aannemer Rein Zwolsman, die net als Wils lid was van Sociëteit De Witte. In 1956 keerde Ottenhof als compagnon terug op het bureau van Wils.

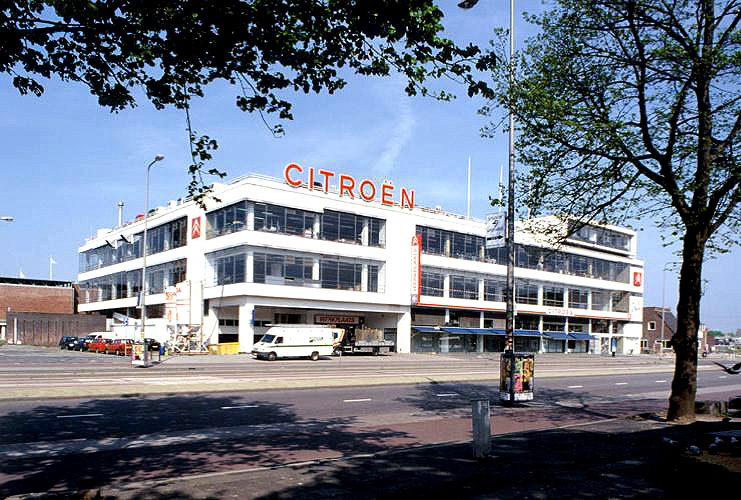
Tweede bedrijfsgebouw Citroën, Stadionplein, Amsterdam. 1959.

Naast een groot verlies aan woningen was in de oorlog ongeveer een kwart van de beschikbare hotelruimte verloren gegaan. In het verlengde van het woonhotel ontwierp Wils in de jaren 50 een aantal hotels, waaronder in 1953 het met Marshallhulp gefinancierde Hotel De Wageningse Berg. Ook bedacht Wils het wijkhotel, dat functioneerde als een soort externe logeerkamer, zodat de flatbewoner niet meer over een extra logeerkamer meer hoefde te beschikken. Van 1958 tot 1960 bouwde Wils in samenwerking met zijn toenmalige medewerker M.J.B. Meijsen aan het Stadionplein op de plaats van het schermpaviljoen, dat na de Spelen gesloopt werd, een tweede bedrijfsgebouw voor Citroën. Het werd gebouwd als pendant van de eerdere Garage Citroën, waarmee Wils de symmetrie aan de westzijde van het Stadionplein in zekere zin herstelde. In 1960 verliet Ottenhof het bureau en in 1963 werd M.J.B. Meijsen Wils' nieuwe compagnon, om in 1967 echter weer te vertrekken. Bij de laatste grote opdracht, het verpleeghuis Prinsenhof in Leidschendam, werkte Wils samen met G. Oranje.
Wils overleed in 1972 op tachtigjarige leeftijd in zijn flat in Voorburg. Hoewel hij tot zijn dood nog steeds een gevraagd architect was, werd zijn overlijden nauwelijks door de architectuurwereld opgemerkt. In 2008 werd de Jan Wilsbrug achter het Olympisch Stadium naar hem vernoemd. Restaurant Wils, gevestigd op steenworp afstand van het Olympisch Stadion in de voormalige Citroëngarage, is vernoemd naar Jan Wils.

## Ontwerpen (selectie)

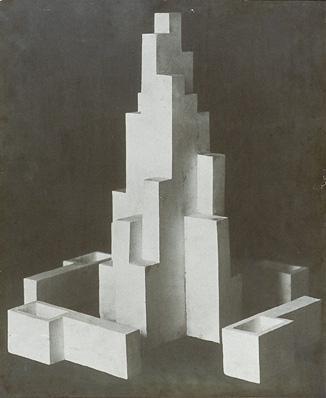
Prijsvraagontwerp Stationsplein, Leeuwarden (in samenwerking met Theo van Doesburg). 1917-1918.

#### Prijsvraagontwerpen
- Landelijke woning. 1912. 2e plaats. Zie Bouwkundig Weekblad, 32e jaargang, nummer 24, p. 290, 291.
- Waterkantoor. 1913. 2e plaats. Zie scan TU Delft[dode link].
- Paviljoen in het Stadspark, Groningen. 1917. Geen prijs.
- Monument, Leeuwarden (in samenwerking met Theo van Doesburg). 1917-1918. 2e plaats.

#### Overige ontwerpen
- Huis De Lange, Alkmaar. 1916-1917.
- Dubbel herenhuis (in samenwerking met Henk Wouda), Alkmaar. 1918-1919
- Hotel café-restaurant De Dubbele Sleutel, Voorstraat, Woerden [verdwenen]. 1918-1919.
- Acht arbeiderswoningen voor de Woerdense Vereniging voor Volkshuisvesting, Woerden. December 1918-1920.
- Huizencomplex Daal en Berg, Den Haag. 1919-1922.
- Kantoorgebouw en fabriek voor N.V. Hollandsche Deurenfabriek C. Bruynzeel en Zonen, Zaandam. Augustus 1920.
- Fotografisch atelier Berssenbrugge, Den Haag (in samenwerking met Vilmos Huszár). 1920-1921.
- Tehuis voor werkende vrouwen, Den Haag (in samenwerking met Vilmos Huszár en Piet Zwart). 1920-1921.

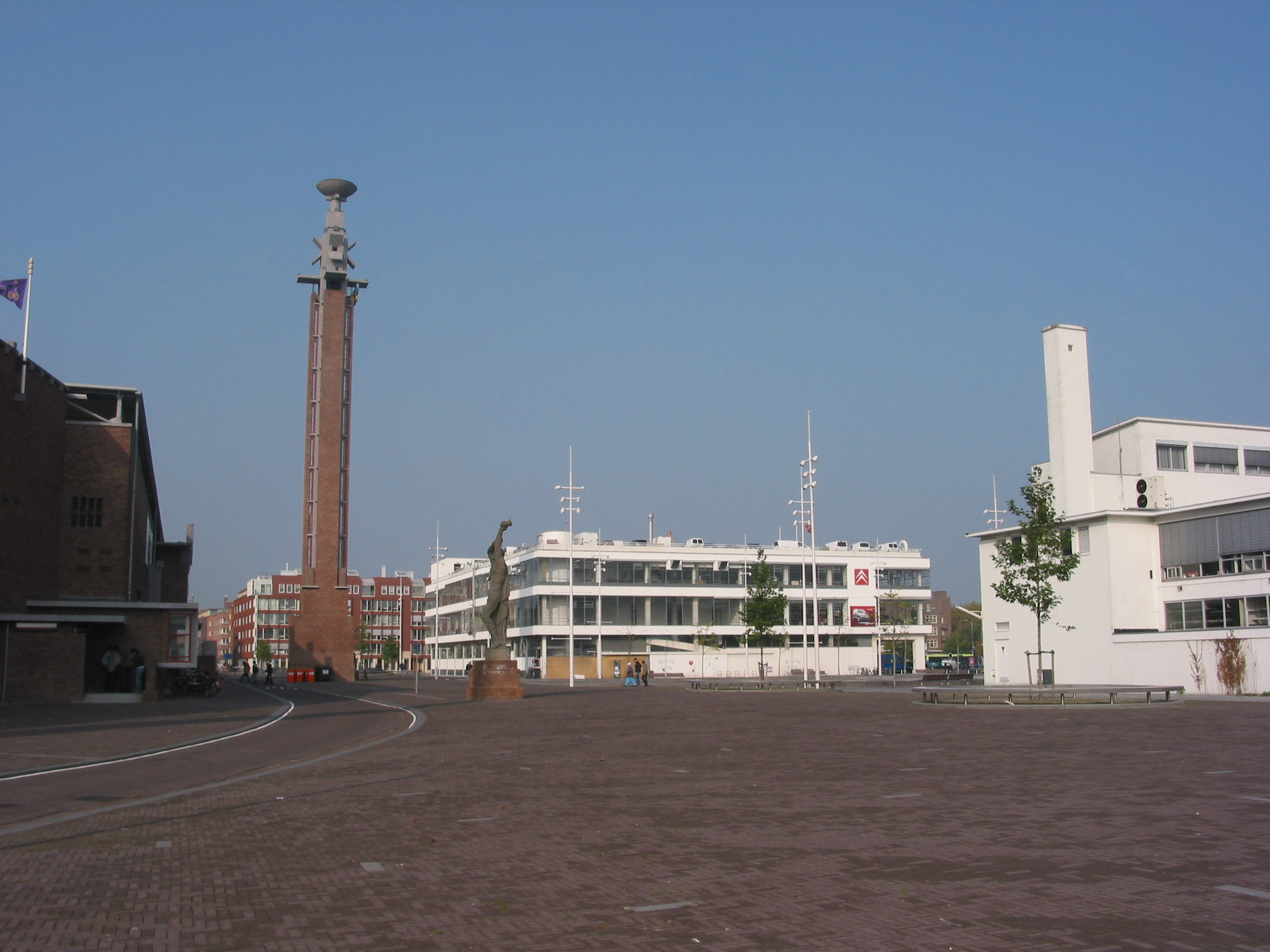
Vier ontwerpen van Wils, v.l.n.r.: Olympisch Stadion (gedeeltelijk), Marathontoren, Noordelijk Citroëngebouw en Zuidelijk Citroëngebouw (gedeeltelijk).

- Dansinstituut Gaillard-Jorissen, Den Haag. 1921.
- Flatgebouw, Jozef Israëlsplein, Den Haag (in samenwerking met Frans Lourijsen). 1925-1926.
- Stadhuis, Spui, Den Haag (in samenwerking met Jan Kalf). 1926.
- Gebouw Korsten, Koningsplein/Reguliersdwarsstraat, Amsterdam. 1926.
- Olympisch Stadion, Stadionplein, Amsterdam. 1926-1928.
- Garage Citroën, Stadionplein, Amsterdam. 1929-1931.
- OLVEH-gebouw, Piet Heinplein/Kortenaerkade, Den Haag. 1930-1932 (afgebroken 1969).
- City Theater, Amsterdam. 1935-1936.
- Winkelhuis Ambassade, Hoogstraat, Den Haag. 1937.
- Woningbouw, Keizer Karelpark, Amstelveen. 1937-1938 en 1949.
- Appartementencomplex, Schiedamsevest, Rotterdam. 1938-1941.
- Appartementencomplex Wereldhaven, Goudsesingel, Rotterdam. 1943.
- Bedrijfsgebouw Citroën, Stadionplein, Amsterdam. 1958-1960.
- Palace Hotel, Burgemeester Van Fenemaplein, Zandvoort. 1963-1969.